# Дългоклюна чайка
Дългоклюната чайка (Chroicocephalus genei) е птица от семейство Чайкови (Laridae). Среща се и в България. За първи път в България е съобщена от орнитолога Николай Боев въз основа на 15 екземпляра от Плевенско, Бургаско и Ивайловградско от периода 1930-1951 г.